# Lakhimpur Kheri Airport
Lakhimpur Kheri Airport (engelska: Paliya Airport) är en flygplats i Indien.   Den ligger i distriktet Kheri och delstaten Uttar Pradesh, i den norra delen av landet, 300 km öster om huvudstaden New Delhi. Lakhimpur Kheri Airport ligger 158 meter över havet.
Terrängen runt Lakhimpur Kheri Airport är platt. Runt Lakhimpur Kheri Airport är det tätbefolkat, med 276 invånare per kvadratkilometer. Närmaste större samhälle är Paliā Kalān, 3,9 km söder om Lakhimpur Kheri Airport. Trakten runt Lakhimpur Kheri Airport består till största delen av jordbruksmark.